# Fool8peeps
fool 8 peeps（フール・エイト・ピープス、2011年8月10日 - ）は、日本の和歌山県・紀南地域出身の8人組の音楽ユニット・お笑いグループ。

## ユニット
紀南を中心に活動を行うアマ芸人集団。紀南芸人組合から古家学を中心に結成された。紀南エンターテイメントプロジェクトの行ったオーディションを経て結成された8名からなるお笑い系ラップユニット。

## ユニット名の由来
fool 8 peeps おバカ（fool）な8人組（8peeps）という意味である。

## ディスコグラフィ

### シングル
1. へープーじゃ！ (2011/8/10)